# Aponogeton hexatepalus
Aponogeton hexatepalus är en enhjärtbladig växtart som beskrevs av H.Bruggen. Aponogeton hexatepalus ingår i släktet Aponogeton och familjen Aponogetonaceae. Inga underarter finns listade.